# جادويجا أبرامسون
جادويجا أبرامسون (بالإنجليزية: Jadwiga Abramson)‏ (17 فبراير 1887 - 1944) هي أخصائية نفسية للأطفال ولدت وترعرعت في بولندا وتلقت تعليمها في فرنسا.
التحقت أبرامسون بجامعة باريس لمتابعة شهادتها الطبية. مكثت في باريس، وبدأت حياتها المهنية في الطب النفسي العصبي في عيادة الطب النفسي العصبي للأطفال، حيث تم تعيينها رئيسًا لقسم علم النفس.